# Schlacht bei Tschaldiran
Die Schlacht bei Tschaldiran (persisch چالدران Tschāldirān, DMG Čāldirān, türkisch Çaldıran) fand am 23. August 1514 in der Nähe von Tschaldiran in Ostanatolien zwischen dem Osmanischen Reich unter Sultan Selim I. und den Safawiden des Persischen Reiches unter Schah Ismail I. statt. Sie endete mit einem entscheidenden Sieg der Osmanen.

## Ablauf
Im Juni 1514 brach Sultan Selims Armee zu ihrem Feldzug nach Ostanatolien auf. Um den Vormarsch seines Gegners zu verlangsamen und damit Zeit für die Aufstellung seiner Truppen zu gewinnen, wandte Ismail die Taktik der verbrannten Erde an. Für Selim, der gehofft haben mochte, Ismails Truppen möglichst rasch in einer offenen Feldschlacht stellen zu können, bedeutete das eine gewaltige logistische Herausforderung, da sich die türkischen Nachschubwege so gefährlich ausdehnten und zudem die Möglichkeit bestand, den Feldzug vor dem Wintereinbruch ergebnislos abbrechen zu müssen. Letztlich wich Ismail aber der Schlacht nicht aus, wobei nicht ganz klar ist, was ihn angesichts der zahlenmäßigen Unterlegenheit seiner Truppen zu diesem Schritt bewog. Prestigedenken dürfte dabei eine gewichtige Rolle gespielt haben, musste Isamil doch im Falle eines kampflosen Rückzuges um sein Ansehen bei seinen Truppen fürchten. Auch dürfte ein übersteigertes Selbstbewusstsein aufseiten der Kizilbasch, die den Hauptteil der iranischen Streitkräfte bildeten, und ihrer Anführer wesentlich für die Annahme der Schlacht gewesen sein. Ihr tatsächlicher Ablauf spricht jedenfalls dafür, dass man auf safawidischer Seite meinte, die Reihen des Gegners mit einer wuchtigen Kavallerieattacke durchbrechen und so den Sieg auch ohne Verwendung eigener Feuerwaffen davontragen zu können. Von Ismails Kommandeuren wird dazu berichtet, dass sie die Verwendung von Feuerwaffen als feige und nicht männlich ansahen und darum ablehnten. Er selbst soll dem zugestimmt und gesagt haben, dass er kein Karawanenräuber sei und dass geschehe, was Gott bestimmt habe. Der Iranist Roger Savory hielt dazu fest: „The inescapable conclusion … is that the Safavids did not use firearms at Chaldiran because they did not choose to use them“.
In ihrer Siegeszuversicht und weil sie als ehrenhafte Gegner erscheinen wollten, störten Ismails Truppen auch Selims Vorbereitungen für die Schlacht nicht. Dieser entschied sich, für die bevorstehende Auseinandersetzung eine defensive Taktik anzuwenden. Die gefürchtete Kizilbasch-Kavallerie sollte gegen eine befestigte Stellung anrennen und dabei dem Feuer seiner Musketenschützen und Feldartillerie ausgesetzt werden. Dazu ließ er Karren mit Ketten aneinander binden und zwischen und auf den Karren seine Feldartillerie und die Mörser aufstellen. Dahinter wurden die mit Feuerwaffen ausgestatteten Janitscharen postiert.
Diese Aufstellung der osmanischen Truppen sollte schlachtentscheidend sein. Die Reiterattacken der Kizilbasch wurden jedes Mal zum Stehen gebracht, wobei diese durch die Artillerie und die Musketenschützen schwere Verluste erlitten. In den jeweils nachfolgenden Gegenangriffen wurden die Kizilbasch schließlich wieder in ihre Ausgangsstellungen zurückgedrängt. Die Entscheidung brachte schließlich ein Flankenangriff der osmanischen Truppen, dem die Kizilbasch nicht mehr standhalten konnten. Ismail, der während der Schlacht selbst den rechten Flügel seiner Reiterei angeführt hatte, gab nun auf, ritt auf einen Hügel und ließ das Signal zum Rückzug geben. Den Quellen zufolge soll das Ausmaß der Niederlage schon dadurch ersichtlich geworden sein, dass nur rund 300 seiner Kämpfer dem Signal Folge leisteten und sich um ihn versammelten.

## Folgen

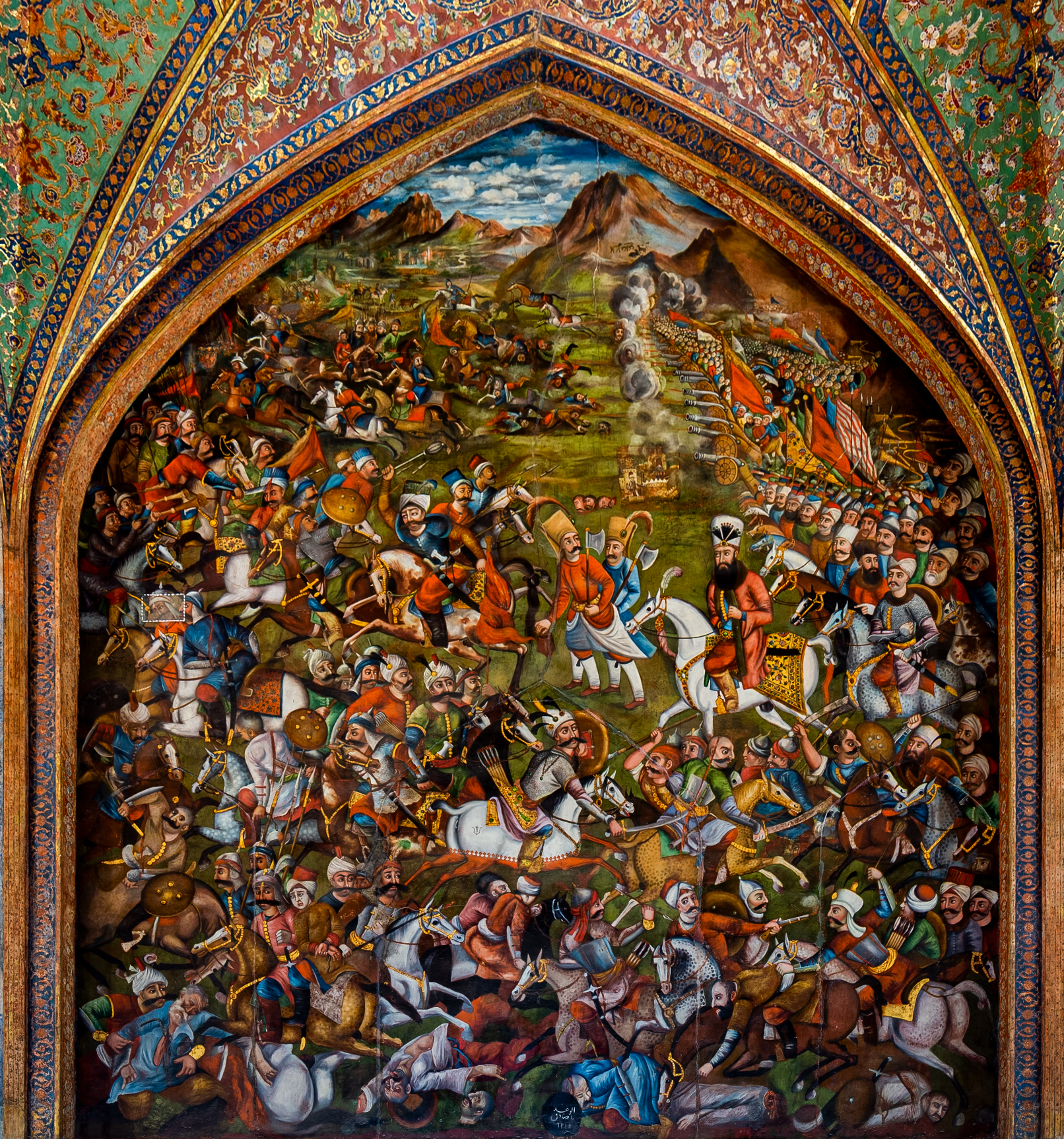
Darstellung der Schlacht von Tschaldiran im Tschehel Sotun, Isfahan

Sultan Selim stieß nach der Schlacht auf die Safawidenhauptstadt Täbris vor und eroberte sie am 5. September 1514. Die Safawiden mussten ihre Hauptstadt nach Qazvin verlegen. Allerdings konnte Täbris nicht auf Dauer gehalten werden, da Selim I. wegen der fortgeschrittenen Jahreszeit und der schwierigen Versorgungslage gezwungen war, den Feldzug im unwirtlichen Gebirge der heutigen iranischen Provinz West-Aserbaidschan abzubrechen.
Als Ergebnis der Schlacht gewann das Osmanische Reich die Herrschaft über Ostanatolien mit wichtigen Städten wie Diyarbakir und Van. Mit der Eroberung Ostanatoliens flohen viele Gefolgsleute Schah Ismails I. aus Anatolien. Die übrig gebliebenen turkmenischen Stämme gerieten in die Defensive und mit ihnen das Alevitentum. Die kurdischen Feudalherren und lokale Fürsten wechselten nun die Seite. Sie kehrten den Safawiden den Rücken und beteuerten ihre Loyalität gegenüber den Osmanen. Im Osten kehrte damit vorerst Ruhe ein, die auch eine Voraussetzung für die spätere Eroberung des mamelukischen Ägyptens war. Darüber hinaus hatte Sultan Selim I. mit seiner Eroberung Ostanatoliens auch die Kontrolle über einen Abschnitt der Seidenstraße gewonnen.
Schwerwiegende Folgen hatte die Niederlage für Schah Ismail I. selbst. Sie zerstörte den Glauben, dass er der Mahdi sei, da dieser als unbesiegbar galt. Ismail beteiligte sich nach Tschaldiran nie mehr persönlich an einem Feldzug. Dem Verlust seines Status bei den Kizilbasch folgten nach seinem Tod 1524 Rivalitäten zwischen den Stämmen. Der Zwölferschiismus, den Ismail I. 1501 als Staatsreligion eingeführt hatte, wurde aber nicht mehr infrage gestellt. Mit der 1598 erfolgten Bestimmung des zentral gelegenen Isfahans zur neuen Hauptstadt wurde das „persische Element“ innerhalb des Reiches gegenüber der turkmenischen Militäraristokratie (Kizilbasch), deren Bedeutung seit Tschaldiran im Schwinden war, noch erheblich gestärkt.

## Rezeption
Nachrichten über die Schlacht bei Tschaldiran verbreiteten sich auch über das Osmanische Reich und das Safawidenreich hinaus. Einer, der besonders begierig war, Näheres über die Schlacht zu erfahren, war Babur, der Begründer des Mogulreiches. Sein Sieg bei Panipat im Jahr 1526 stellte gleichsam eine Kopie der Schlacht von 1514 dar. Überhaupt kann festgestellt werden, dass eine Reihe von Schlachten, die im ersten Drittel des 16. Jahrhunderts im osmanischen, persischen und indischen Raum geschlagen wurden, der bei Tschaldiran angewandten Taktik, allenfalls mit nur leichten Abweichungen, folgten. Insofern kommt der Schlacht bei Tschaldiran eine Art Modellcharakter zu, was den Einsatz der damals noch ziemlich neuartigen Feuerwaffen auf dem Schlachtfeld betrifft.